# Estación Butaco
Butaco es una antigua detención ferroviaria ubicada en la comuna chilena de Angol, en la Región de la Araucanía, que fue parte del Ferrocarril Talcahuano - Chillán y Angol, inaugurado en 1876. Luego pasó a ser parte del Ramal Renaico-Traiguén, cuando se decidió trazar la vía principal vía Collipulli, hasta Victoria, y luego a Temuco.
- Datos: Q5841235